# Aldeni
Aldeni es un pueblo en la comuna de Cernătești, condado de Buzău, Muntenia, Rumanía. Se encuentra en los Subcarpatos de Curbură, en el centro del condado, en el valle de Slănic.
A finales del siglo XIX, el pueblo de Aldeni era la sede de una comuna en la llanura de Slănic del condado de Buzău, una comuna formada por los pueblos de Aldeni, Manasia y Podeni, con 670 habitantes que vivían en 153 casas; en la comuna de Aldeni había una iglesia ortodoxa, dedicada a San Jorge, y una escuela con 33 alumnos (de los cuales sólo una niña). En 1925, la comuna de Aldeni se había unido con la comuna de Băști, formando la comuna de Băști-Aldeni, que a su vez fue abolida e incluida en 1968 en la comuna de Cernătești.

## Personalidades
Alexandru Vișinescu (1925-2018), torturador comunista.
Ion Băieșu (1933-1992), escritor y dramaturgo.